# A Festa de Babette
Babettes gæstebud (br / pt: A Festa de Babette ) é um filme dinamarquês de 1987, do gênero drama, dirigido por Gabriel Axel, e com roteiro baseado em conto de Karen Blixen.  O filme foi produzido por  Just Betzer, Bo Christensen, e Benni Korzen e financiado pelo Danish Film Institute. A Festa de Babette foi o primeiro filme dinamarquês baseado numa história de  Blixen. Foi também o primeiro filme dinamarquês  a ganhar um Oscar para o Melhor Filme Estrangeiro. O filme estreou no Festival de Cannes de 1987.

## Sinopse
Em 1871, em noite de tempestade, Babette chega a um vilarejo na Dinamarca, fugindo da França durante a repressão à Comuna de Paris. Ela se emprega como faxineira e cozinheira na casa de duas solteironas, filhas de um rigoroso pastor. Ali ela vive por catorze anos, até que um dia fica sabendo que havia ganho uma fortuna na loteria e, ao invés de voltar à França, ela pede permissão para preparar um jantar em comemoração ao centésimo aniversário do pastor. A princípio, os convidados ficam assustados, temendo ferir alguma lei divina ao aceitar um jantar francês, mas acabam comparecendo e se deliciam com a festa de Babette.
As irmãs Martine (Birgitte Federspiel) e Philippa (Bodil Kjer), idosas e pias, vivem numa pequena aldeia na remota costa oeste da Jutlândia, na Dinamarca do século XIX. O seu pai foi um pastor que fundou uma pequena assembleia piestística. Depois do pai morrer e da austera assembleia deixar de atrair novos convertidos, as irmãs envelhecidas presidem agora uma cada vez mais pequena congregação de idosos crentes.
A história recua 49 anos, mostrando as irmãs durante a sua juventude. As belas raparigas têm muitos pretendentes, mas o seu pai rejeita-os a todos e ridiculariza o casamento. Cada uma das irmãs é cortejada por um apaixonado pretendente de visita à  Jutlândia – Martina, por um jovem encantador oficial de cavalaria sueco, Lorens Löwenhielm; e Philippa, por um famoso barítono, Achille Papin, da Ópera de Paris, numa pausa que fez no silêncio da costa dinamarquesa. Ambas as irmãs decidem permanecer com o pai e rejeitar a possibilidade de viver noutro sítio que não a Jutlândia.
Trinta e cinco anos mais tarde aparece à sua porta Babette Hersant (Stéphane Audran) com uma carta de Papin, onde este explica que ela é uma refugiada de um golpe contra-revolucionário em Paris, e recomendado que a aceitem como criada. As irmãs não podem contratar Babette, mas esta se oferece para trabalhar de graça. Babette trabalha como cozinheira na sua casa durante catorze anos, servindo uma versão melhorada das refeições simples típicas da natureza abstinente da congregação, vindo lentamente a ganhar o seu respeito. A única ligação que a mantém com sua vida anterior é um bilhete de loteria que um amigo seu em Paris lhe compra todos os anos. Um dia Babette ganha 10.000 francos com este bilhete de loteria e em vez de usar o dinheiro para voltar a Paris e retomar o seu anterior estilo de vida, decide gastar o dinheiro na preparação de um jantar para as duas irmãs e à pequena congregação, aproveitando a celebração do centésimo aniversário do pastor que a fundou. Mais do que um banquete, a refeição é uma manifestação de apreço da parte de Babette e um ato de auto-sacrifício. Babette não revela a ninguém que gasta todo o prêmio da loteria naquela refeição.

## Elenco
- Stéphane Audran .... Babette Harsant
- Birgitte Federspiel .... velha Martina
- Bodil Kjer .... velha Philippa
- Jarl Kulle .... velho Lorens Lowenhielm
- Jean-Philippe Lafont .... Achille Papin
- Bibi Andersson .... mulher sueca
- Ghita Nørby .... narradora
- Asta Esper Hagen Andersen .... Anna
- Thomas Antoni .... tenente sueco
- Gert Bastian .... homem pobre
- Erik Petersén .... Erik

## Principais prêmios e indicações
Oscar 1988 (EUA)
- Venceu na categoria de melhor filme estrangeiro

BAFTA 1989 (Reino Unido)
- Venceu na categoria de melhor filme em língua não inglesa
- Indicado nas categorias de melhor atriz (Stéphane Audran), melhor fotografia, melhor direção, melhor filme e melhor roteiro adaptado

Festival de Cannes 1987 (França)
- Recebeu o Prêmio Ecumênico

Globo de Ouro 1989 (EUA)
- Indicado na categoria de melhor filme estrangeiro

Festival du Cinéma Nordique de Rouen 1988 (França)
- Recebeu os prêmios da audiência e do Grande Júri